# Liptovská Anna
Liptovská Anna este o comună slovacă, aflată în districtul Liptovský Mikuláš din regiunea Žilina, pe malul râului Annin potok⁠(d). Localitatea se află la altitudinea de 660 m deasupra n.m., se întinde pe o suprafață de 11,28 km2 și în 2017 număra 86 de locuitori.

## Istoric
Localitatea Liptovská Anna este atestată documentar din 1396.

## Demografie
| An:                | 1994 | 2004   | 2014   | 2024    |
| ------------------ | ---- | ------ | ------ | ------- |
| Număr de persoane: | 104  | 94     | 86     | 104     |
| Diferență:         |      | −9,61% | −8,51% | +20,93% |

| An:                | 2023 | 2024   |
| ------------------ | ---- | ------ |
| Număr de persoane: | 97   | 104    |
| Diferență:         |      | +7,21% |